# Султићи
Султићи су насељено место у Босни и Херцеговини у општини Коњиц у Херцеговачко-неретванском кантону које административно припада Федерацији Босне и Херцеговине. Према попису становништва из 1991. у насељу је живјело 24 становника.

## Географија
Насеље се налази на планини Битовњи северозападно од Коњица

## Становништво
По последњем службеном попису становништва из 1991. године, у насељу Султићи живело је 210 становника. Већина становника су били Хрвати.
| Националност    | 1991.        | 1981. | 1971. |
| Хрвати          | 105 (50,00%) |       |       |
| Муслимани       | 104 (49,52%) |       |       |
| остли/непознато | 1 (0,48%)    |       |       |
| Укупно          | 24           |       |       |